# Dolak
Dolak (indonezijski Paula Dolok ili Pulau Kimaam, ranije Frederik Hendrik), otok u Arafurskom moru, Indonezija. 
Smješten je u uz jugoistočnu obalu otoka Nova Gvineja, od koje je odvojen uskim prolazom Muli. 
Pripada indonezijskoj provinciji Irian Jaya, površina mu je 11 742 km², a obala pretežito nerazvedena, duga 165 km. Cijelom površinom je nizak, močvaran, pokriven šumama mangrove koje spadaju među najveće na svijetu. 
Rijetko je naseljen, a važnija naselja su Kimaan, Kladar i Yomuka.